# Lynda La Plante
Lynda La Plante, CBE (nascida Lynda Titchmarsh ; Liverpool, 15 de março de 1943) é uma escritora, roteirista e ex-atriz inglesa, mais conhecida por escrever a série policial Prime Suspect .

## Biografia
Lynda La Plante nasceu Lynda Titchmarsh em 15 de março de 1943.    Nascida e criada em Liverpool,  Lancashire, La Plante estudou teatro na Royal Academy of Dramatic Art . Depois de terminar seus estudos, usando o nome artístico de Lynda Marchal, ela apareceu com a Royal Shakespeare Company em uma variedade de produções, bem como em séries de televisão populares, incluindo Z-Cars, Educating Marmalade, The Sweeney, The Professionals e Bergerac . Como atriz, ela talvez seja mais lembrada como a fantasma que sofre de febre do feno, Tamara Novek, na série infantil da BBC Rentaghost . Em 1974, La Plante teve seu primeiro trabalho como roteirista na série infantil da ITV The Kids from 47A.
Ela foi casada com o músico Richard La Plante por 17 anos, até o divórcio em 1996. Aos 57 anos, ela adotou um filho  cujo nome é Lorcan.  

### Séries
Em 1983, quando ela criou e escreveu a série de seis episódios Widows. Uma segunda série de Widows foi feita em 1985, enquanto a sequência She's Out retomou a história dez anos depois.
Widows foi refeito como um filme nos Estados Unidos: Widows, em 2018, dirigido por Steve McQueen .  Prime Suspect também foi refeito como uma série americana: Prime Suspect, estrelada por Maria Bello . Ele correu por 13 episódios em 2011-2012. 

## Prêmios
La Plante recebeu muitos prêmios ao longo de sua carreira. Por seu trabalho em Prime Suspect, ela recebeu dois Emmy Awards de Outstanding Mini Series (1993, 1994), bem como o Edgar Allan Poe Award de Melhor Episódio de TV de Mistério.  Em 2001, a Academia Britânica de Artes Cinematográficas e Televisivas (BAFTA) concedeu-lhe o Prêmio Dennis Potter por roteiro de televisão. 
Em 2008, La Plante foi nomeada comendadora da Ordem do Império Britânico (CBE) na Lista de Honras do Aniversário da Rainha por serviços à Literatura, Drama e Caridade.   No mesmo ano, ela recebeu o TV Spielfilm Award no International Film and Television Festival Conference em Colônia, Alemanha, por sua adaptação para a televisão de seu romance Above Suspicion .
Ela também foi nomeada membra honorária do British Film Institute,  e membra honorária da Liverpool John Moores University.

## Livros

### Série Dolly Rawlins/Widows
- Widows (1983/2018) no Brasil: As Viúvas (Intrínseca, 2018) / em Portugal: Viúvas (Editorial Presença, 2018)
- Widows II (1985) / Widows' Revenge (2019)
- She's Out (1995)
- Buried (2020)
- Judas Horse (2021)

### Série Legacy
- The Legacy (1987)
- The Talisman (1987)

### Série Jane Tennison
- Prime Suspect (1991)
- Prime Suspect 2 (1992)
- Prime Suspect 3 (1993)
- Tennison (2015)
- Hidden Killers (2016)
- Good Friday (2017)
- Murder Mile (2018)
- The Dirty Dozen (2019)
- Blunt Force (2020)
- Unholy Murder (2021)

### Série Lorraine Page
- Cold Shoulder (1994) Ombro Frio (Record, 1999)
- Cold Blood (1996) Sangue Frio (Record, 2001)
- Cold Heart (1998)

### SérieTrial And Retribution
- Trial and Retribution (1997)
- Trial and Retribution II (1998)
- Trial and Retribution III (1999)
- Trial and Retribution IV (2000)
- Trial and Retribution V (2002)
- Trial and Retribution VI (2002)

### Série Anna Travis
- Above Suspicion (2004)
- The Red Dahlia (2006)
- Clean Cut (2007)
- Deadly Intent (2008)
- Silent Scream (2009)
- Blind Fury (2010)
- Bloodline (2011)
- Backlash (2012)
- Wrongful Death (2013)

### Outros livros
- Bella Mafia (1991) A Máfia de Saias (Best Seller, 1991)
- Civvies (1992)
- Entwined (1992)
- Framed (1992)
- Seekers (1993)
- Comics (1993)
- The Governor (1995)
- The Governor 2 (1996)
- Sleeping Cruelty (2000)
- Royal Flush (2002)
- Twisted (2014)

### Contos
- The Little One (2012)